# 愛知県道458号一宮弥富線
愛知県道458号一宮弥富線（あいちけんどう458ごう いちのみややとみせん）は、愛知県一宮市から弥富市に至る一般県道である。かつては、全線が国道155号の一部であった。

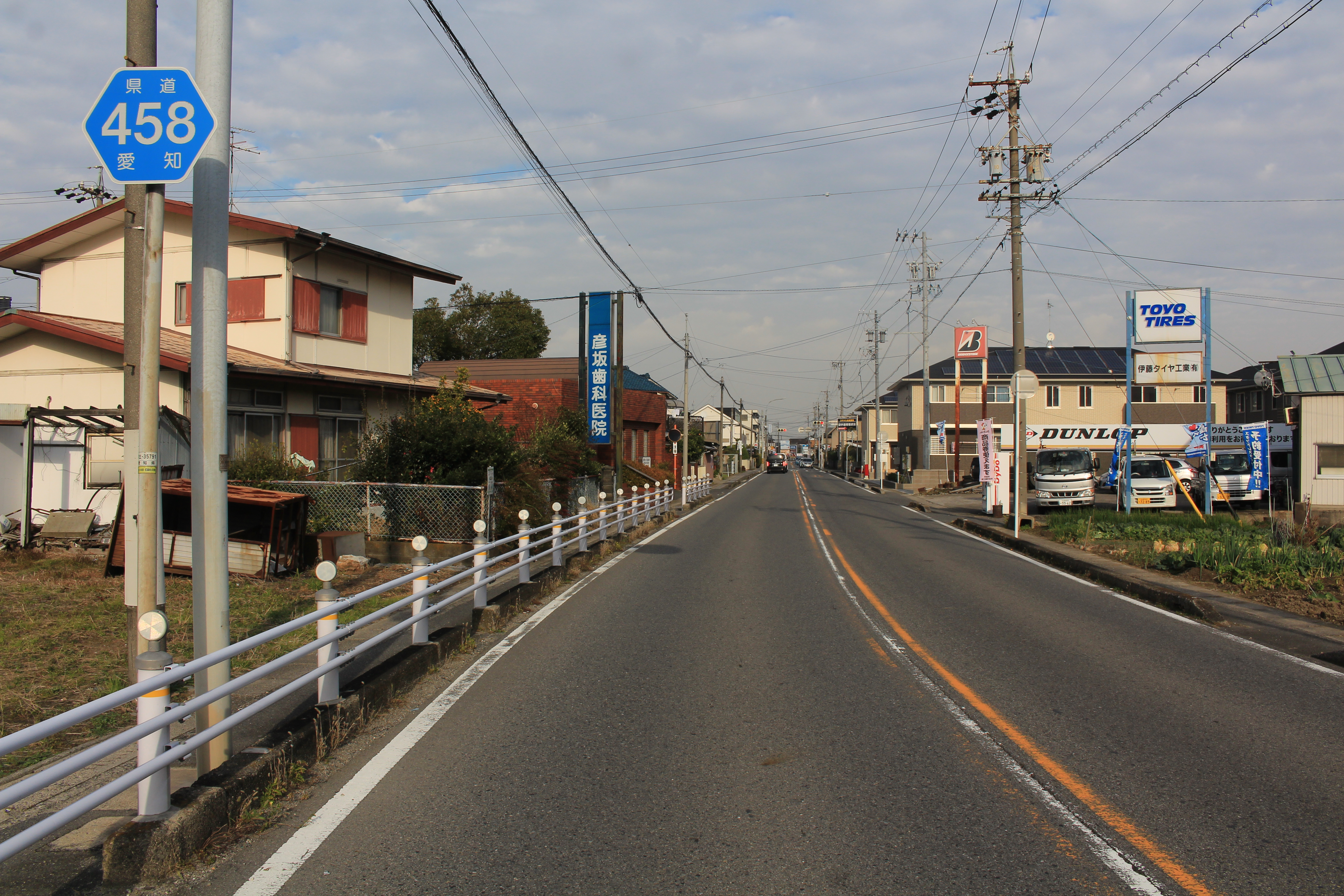
愛知県道458号一宮弥富線、弥富市小島町下新田にて

## 概要

### 路線データ
- 起点：愛知県一宮市
- 終点：愛知県弥富市

## 沿革
- 1969年8月4日：認定

## 通過する自治体
- 愛知県
  - 一宮市 - 稲沢市 - 愛西市 - 津島市 - 弥富市

## 接続する道路

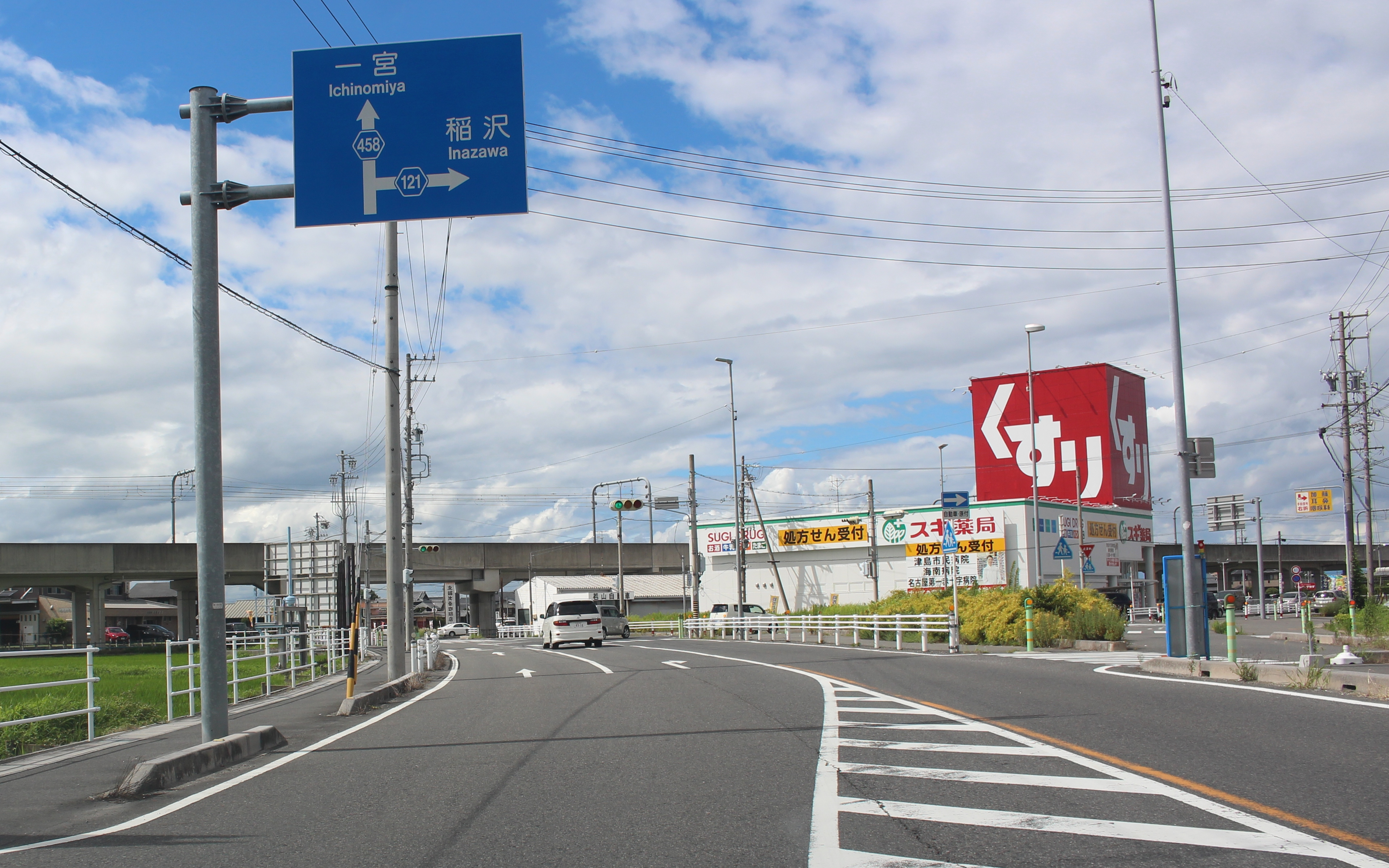
愛知県道121号津島稲沢線との寺前町交差点

- 愛知県道14号岐阜稲沢線（西尾張中央道）（苅安賀北交差点）
- 愛知県道148号萩原三条北方線（朝宮交差点）
- 国道155号（萩原交差点）
- 国道155号（六輪交差点）
- 愛知県道136号一宮清須線（美濃街道）（萩原交差点・萩原下町交差点間で重複）
- 愛知県道513号一宮西中野線（萩原下町交差点）
- 愛知県道137号萩原停車場線（萩原駅前交差点）
- 愛知県道135号羽島稲沢線（稲沢市横野町）
- 愛知県道133号稲沢祖父江線（稲沢市西島1丁目）
- 尾張サイクリングロード
- 愛知県道67号名古屋祖父江線（巡見北交差点）
- 愛知県道130号馬飼井堀線（本甲一色橋東交差点）
- 愛知県道128号給父清須線（法立交差点）
- 愛知県道126号給父西枇杷島線（下起南交差点）
- 愛知県道79号あま愛西線（甚目寺街道）（見越交差点）
- 愛知県道121号津島稲沢線（寺前町交差点）
- 愛知県道8号津島南濃線（西柳原交差点）
- 愛知県道68号名古屋津島線（佐屋街道）（今市場町4丁目交差点）
- 愛知県道114号津島蟹江線（西愛宕町交差点・南本町6丁目交差点間で重複）
- 愛知県道105号富島津島線（西愛宕町交差点）
- 愛知県道125号佐屋多度線（佐屋駅西交差点）
- 愛知県道40号名古屋蟹江弥富線（五之三交差点）
- 国道1号（尾張大橋東交差点）

## 別名
- 巡見街道（一宮市、稲沢市、愛西市、津島市、弥富市）
- 旧国道155号（一宮市、稲沢市、愛西市、津島市、弥富市）